# Imishli
Imishli (ryska: Имишли) är en distriktshuvudort i Azerbajdzjan.   Den ligger i distriktet İmişli Rayonu, i den centrala delen av landet, 170 km väster om huvudstaden Baku. Imishli ligger 1 meter över havet och antalet invånare är 34 178.
Terrängen runt Imishli är mycket platt. Imishli är det största samhället i trakten. 
Trakten runt Imishli består till största delen av jordbruksmark. Runt Imishli är det ganska tätbefolkat, med 58 invånare per kvadratkilometer.